# Malaybalay
Malaybalay City (offiziell: City of Malaybalay) ist eine Stadt in der Provinz Bukidnon in den Philippinen. Sie ist zugleich die Hauptstadt dieser Provinz.

## Namensherkunft
Als ein spanischer Erkundungstrupp im späten 18. Jahrhundert in die Zentralregion der Provinz vordrangen, fragten sie nach dem Namen des Ortes, an dem sie sich befanden. Die Einheimischen antworteten in undeutlichem Visayan Walay Balay, was so viel heißt, wie wenige Häuser. Die Spanier verstanden die Antwort jedoch nicht und interpretierten die Auskunft als Malaybalay und notierten sie als Bezeichnung für dieses Gebiet.

## Geographie
Die Stadt liegt im Osten der Provinz Bukidnon, im Zentrum von Mindanao, und ist umgeben von Bergen und Wäldern auf einer Höhe von 620 m über dem Meeresspiegel. Die Stadt liegt am Oberlauf des Pulangi Rivers, der später in den Mindanao River übergeht und den größten Fluss von Mindanao bildet.
Im Osten des Stadtgebietes trennt der Gebirgszug Pantaron die Provinz Bukidnon von Agusan del Sur und Davao del Norte. Im Westen liegen die Gemeinde Lantapan und der Mount Kitanglad, im Norden die Gemeinde Impasug-ong, sowie im Süden die Stadt Valencia City und die Gemeinde San Fernando. Im Westen der Stadt liegt der Mount Kitanglad Range Natural Park, in dem der zweithöchste Berg der Philippinen steht, der 2.938 Meter hohe Dulang-dulang.
Die gesamte östliche und südöstliche Grenze bildet ein erhabenes und dicht bewaldetes Gebirge, das größte verbliebene zusammenhängende Waldgebiet von Mindanao. Der nächste Seehäfen befindet sich in Cagayan de Oro City und ist ca. 91 km entfernt.
Das Stadtgebiet umfasst eine Fläche von 10.826 km². Etwa 65 % der Fläche ist bewaldet.

## Baranggays
Malaybalay City ist politisch in 46 Baranggays unterteilt.
| - Aglayan - Bangcud - Busdi - Cabangahan - Caburacanan - Canayan - Capitan Angel - Casisang - Dalwangan - Imbayao - Indalaza - Kalasungay - Kabalabag - Kulaman - Laguitas - Patpat (Lapu-lapu) | - Linabo - Apo Macote - Miglamin - Magsaysay - Maligaya - Managok - Manalog - Mapayag - Mapulo - Barangay 1 (Pob.) - Barangay 2 (Pob.) - Barangay 3 (Pob.) - Barangay 4 (Pob.) - Barangay 5 (Pob.) - Barangay 6 (Pob.) | - Barangay 7 (Pob.) - Barangay 8 (Pob.) - Barangay 9 (Pob.) - Barangay 10 (Pob.) - Barangay 11 (Pob.) - Saint Peter - San Jose - San Martin - Santo Niño - Silae - Simaya - Sinanglanan - Sumpong - Violeta - Zamboanguita |

## Geschichte
Während des 18. Jahrhunderts kamen die spanischen Erkundungstruppen in die Zentralregion der Provinz. Bis 1877 leisteten die Bewohner des Gebietes den spanischen Eindringlingen Widerstand. Aufgrund schwerer Verluste mussten sie danach die spanische Dominanz in der Region akzeptieren. 
Zu dieser Zeit wurde Malaybalay zu einem Pueblo mit dem Namen Oroquita del Interior und gehörte zu der alten Provinz Misamis. Das Gebiet umfasste die gesamte heutige Ausdehnung der Provinz Bukidnon.
Man bezeichnete die Gegend damals mit dem Wort Malaybalay (wenige Häuser), während die Menschen unter dem Namen Bukidnons (Bergbewohner) bekannt waren. 
Am 19. Oktober 1907 wurde der Ort Malaybalay zu einer Verwaltungsgemeinde und 1910 zu einer Unterprovinz von Agusan ernannt. Mit der Abspaltung der Provinz Bukidnon bestimmte man Malaybalay zum Regierungssitz der Provinzverwaltung.
Malaybalay war während des Zweiten Weltkrieges der Schauplatz von zwei Kapitulationserklärungen. Die erste wurde von den amerikanischen und philippinischen Truppen im Mai 1942, die zweite durch die japanischen Truppen im September 1945 erklärt. 
Im heutigen Stadtgebiet existierte zu dieser Zeit ein Kriegsgefangenenlager, dessen berühmtester Insasse der spätere Präsident der Philippinen General Manuel Roxas war.
Am 11. Februar 1998 wurde die Gemeinde mit dem Republic Act 8490 durch Präsident Fidel Ramos offiziell zur Stadt ernannt.

## Bildungseinrichtungen
Die Bukidnon State University hat ihren Hauptsitz in Malaybalay City.

## Klima
Das Wetter in dem Gebiet ist über das Jahr hinweg relativ kühl, bei durchschnittlichen Temperaturen von 18,5 bis 29 °C.  
Die regenreichsten Monate liegen zwischen Juni und Oktober, während zwischen November und April die Wetterverhältnisse eher trocken sind. Die durchschnittliche Regenmenge beträgt 2.800 mm.
Aufgrund ihrer Binnenlage und der umgebenden Hügel- und Bergzüge ist die Stadt vor Taifunen und starken Stürmen relativ geschützt.

## Sehenswürdigkeiten
- Das Manuel L. Roxas Monument
- Der Kaamulan Park in Poblacion

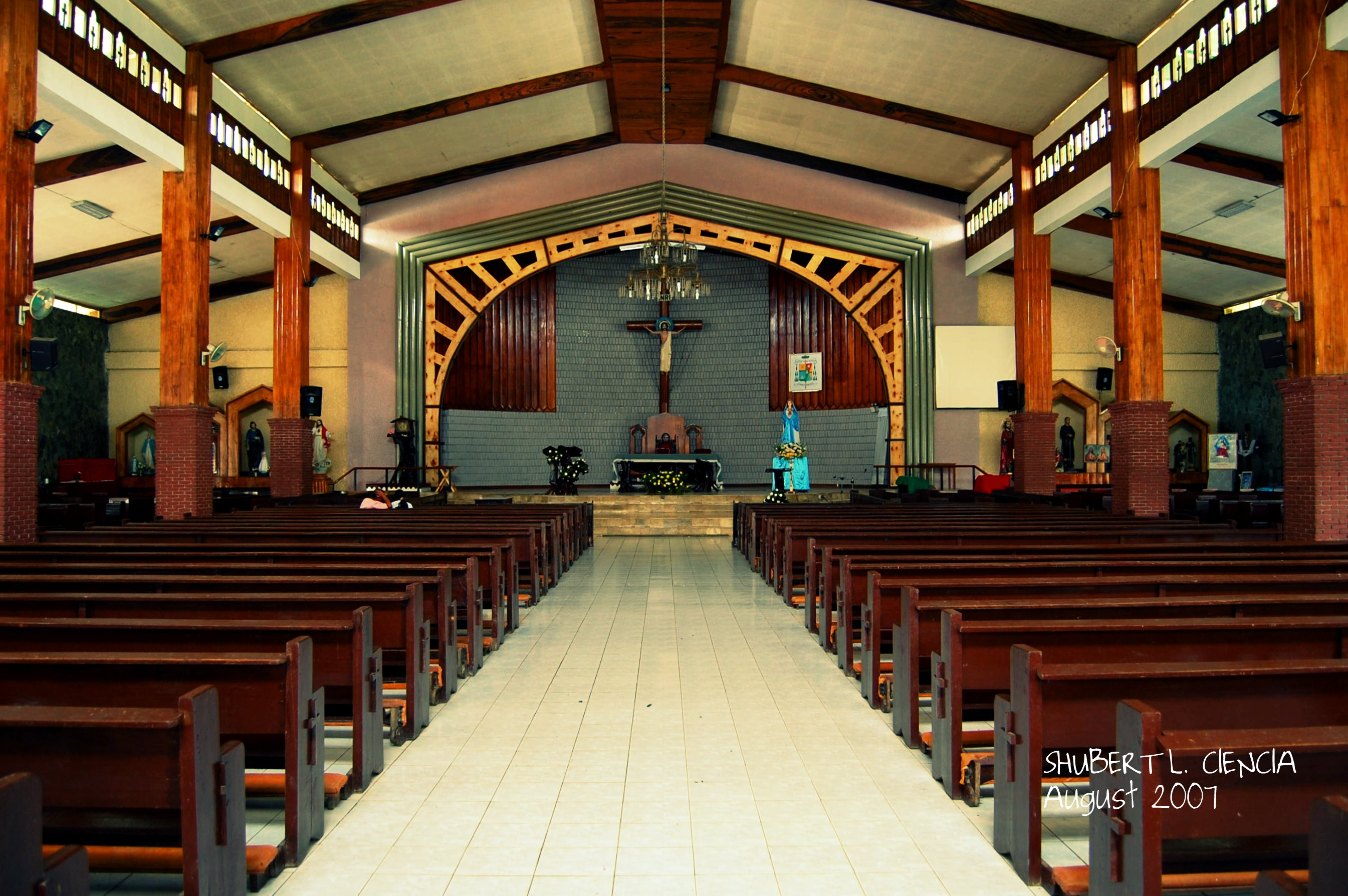
Malabalay Cathedral

- Das Kaamulan Festival, das während des gesamten März stattfindet.
- Die Matin-ao Quellen und die Nasuli Spring in Bangcud
- Der Mt. Kitanglad
- Das Kloster der Transfiguration in San Jose
- Der Carmeliten Kloster in Kalasungay